# Momotus mexicanus
El momoto corona canela o péndulo, (Momotus mexicanus), también conocido como momoto mexicano, o bien como momoto corona café, momoto coronicafé, tolobojo de corona rojiza o burgo mexicano, es una especie de ave de la familia Momotidae (pájaros péndulo o momotos,). Es un ave grande, mide entre 28 y 33 cm de longitud. Se distingue por su corona rojiza al igual que la espalda. Hacia las alas y parte baja cambia a azul-verde pálido. Al igual que las especies de su género, posee dos largas plumas de cola terminadas en raqueta que mueve lentamente de un lado a otro (como péndulo). Su área de distribución abarca las zonas serranas del noroeste de México hasta el este de Guatemala. En particular, habita barrancos, por lo que también se le conoce como guardabarrancos. Vive en clima árido y semiárido en la Sierra Madre Occidental, Eje Neovolcánico y Sierra Madre del Sur, hasta el valle del Motagua y planicies de Zacapa. Puebla selvas tropicales y subtropicales del oeste de México y Guatemala. Latitudinalmente se distribuye hasta los 1,800 m s. n. m. La IUCN 2019-1 considera a la especie como de preocupación menor.

## Distribución y hábitat
Su área de distribución abarca las zonas serranas del noroeste de México hasta el este de Guatemala. En particular, habita los barrancos (de ahí el nombre común de guardabarrancos) de clima árido y semiárido de la Sierra Madre Occidental, el Eje Neovolcánico, la Sierra Madre del Sur, hasta el valle del Motagua y las planicies de Zacapa.
Su hábitat natural son los bosques áridos y semiáridos, y sus bordes, y las áreas semiabiertas con árboles y barrancos; hasta los 1800 m de altitud.

## Descripción
Se trata de un momoto grande, de entre 28 y 33 cm de longitud. Se caracteriza por tener una corona rojiza, al igual que la espalda. Hacia la parte baja y las alas, transiciona hacia el azul-verde pálido. Como las demás especies de su género, cuenta con dos largas plumas réctrices o de cola terminadas en raqueta, que mueve lentamente de lado a lado, como un péndulo.

## Sistemática

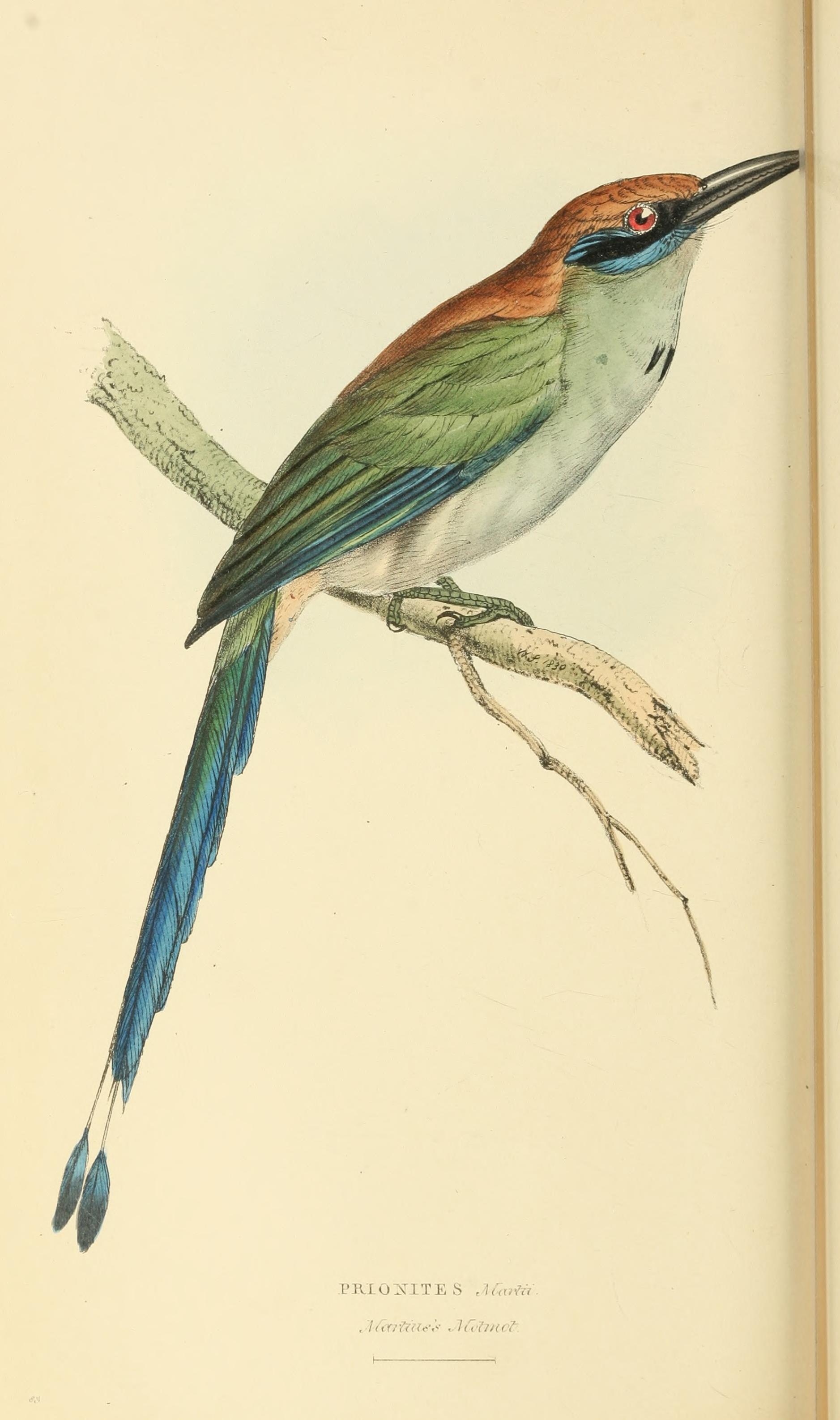
Momotus mexicanus, ilustración en Swainson, Zoological Illustrations Volume II, 1829.

### Descripción original
La especie M. mexicanus fue descrita por primera vez por el zoólogo británico William Swainson en 1827 bajo el mismo nombre científico; localidad tipo «Temiscáltepec, México.»

### Etimología
El nombre genérico masculino «Momotus» deriva de la palabra azteca «momot» utilizada para designar a estas aves por Nieremberg 1635, Willughby 1676, y Ray 1713, y «motmot» por Hernández 1651; y el nombre de la especie «mexicanus», se refiere a México, el país de la localidad tipo.

### Taxonomía
Las variaciones geográficas en la mayor parte de su zona de distribución son bastante moderadas, y probablemente clinales, las poblaciones más pálidas ocurren en áreas norteñas lejanas. La población castaneiceps aislada en el interior de Guatemala, es la más diferente y puede representar una especie separada.

### Subespecies
Según las clasificaciones del Congreso Ornitológico Internacional (IOC) y Clements Checklist v.2017, se reconocen cuatro subespecies, con su correspondiente distribución geográfica:
- Momotus mexicanus vanrossemi R.T. Moore, 1932 – noroeste de México en el sur de Sonora y extremo norte de Sinaloa y adyacente suroeste de Chihuahua.
- Momotus mexicanus mexicanus Swainson, 1827 –  Sinaloa y oeste de Durango hacia el sur hasta Guerrero, sur de Puebla y noroeste de Oaxaca.
- Momotus mexicanus saturatus Nelson, 1897 –  sur de México (sur y este de Oaxaca y Chiapas) y adyacente suroeste de Guatemala.
- Momotus mexicanus castaneiceps Gould, 1855 – interior de Guatemala, principalmente en el valle de Motagua.